# Milieu de blastèse
Le milieu de blastèse est un milieu utilisé pour la production de "tubes germinatifs" par Candida albicans. Il est commercialisé par la société BioRad.

## Composition
- Milieu prêt à l'emploi dont la composition n'est pas révélée.
- Serum de cheval.

## Lecture
- Ensemencer en surface pour obtenir un léger trouble. Observer au microscope après 3 heures à 37 °C.